# Himmelreich/Coldewei
Himmelreich/Coldewei ist ein Stadtteil der kreisfreien Stadt Wilhelmshaven in Niedersachsen. Zum Stadtteil gehören die Stadtviertel Himmelreich und Coldewei.

## Lage
Der Stadtteil liegt im nördlichen Wilhelmshaven, begrenzt durch den Wilhelmshavener Stadtteil Fedderwardergroden im Norden und der Autobahn A 29 im Süden.

## Geschichte
Coldewei
Coldewei entstand um 1600 als Wohnsiedlung von Fischern und Bauern am nördlichen Ufer der ehemaligen Maadebucht. Die Entwicklung des Ortes ist ab 1900 vom Nachbarort Himmelreich und der dort ansässigen Ziegelei geprägt, woran heute zahlreiche Straßennamen erinnern wie Klinker,- Ton- oder Steinstraße. Ab den 1970er Jahren erfolgte eine zunehmende Bebauung mit Siedlungs- und Einfamilienhäusern, die heute noch den Stadtteil kennzeichnet. Die Straßen in Coldewei wurden auf Vorschlag des Vereins der Mecklenburger und Vorpommern nach mecklenburgischen Städten benannt.
Himmelreich
Die Siedlung Himmelreich entstand um die Himmelreicher Ziegelei, die ab 1902 zunächst von der Rüstersieler Ziegeleien-Gesellschaft mbH, ab 1905 von der Kleyhauer & Co. - Rüstersieler Ziegelei OHG zu Kniphausersiel betrieben wurde. Zur Herstellung der Ziegel nutzte man eine 50 Hektar große Fläche in Himmelreich, die Ziegelei erhielt zwei Brennöfen mit Steinkohlefeuerung. Die Endprodukte wurden regional vermarktet oder per Schiff über den Rüstersieler Hafen verschifft. Die Himmelreicher Ziegelei zog überregional Arbeitskräfte an, die sich in direkter Umgebung der Ziegelei ansiedelten und so die Einwohnerzahlen von Himmelreich und dem Nachbarort Coldewei steigen ließen. 1918 ging die Ziegelei in den Besitz der Stadt Rüstringen über, die die Fabrik 1931 endgültig schloss und abriss. Lediglich einer der beiden Schornsteine der Ziegelei wurde stehen gelassen, da der gut sichtbare Schornstein als Landmarke zur Ansteuerung des Rüstersieler Hafens diente. Die Straßen in Himmelreich sind nach den Produkten der Ziegelei wie z. B. Klinker-, Ziegel-, Ton- und Steinstraße benannt.

## Namensherkunft
Die Herkunft des Namens Coldewei ist umstritten. Der Wortanfang Colde könnte sich von den friesischen Begriffen kold = kalt oder kol = Anhöhe, Hügel ableiten. Das Wortende -wei weist auf das friesische Wort für Weg hin. Mögliche Deutung sind also Kalter Weg oder Weg am Hügel. Denkbar ist jedoch auch eine Verbindung mit den Personennamen Coldje oder Coldewey, die dort vielleicht als Erste ansässig waren.
Der Name von Himmelreich geht auf den friesischen Namen „Hammrich“ zurück, was so viel wie Grünland oder Weide bedeutet.

## Infrastruktur
Die in West-Ost-Richtung verlaufende Klinkerstraße bindet den Stadtteil an die Ostfriesenstraße im Westen und die Preußenstraße im Osten an. Die Ton-, Ziegel- und Steinstraße verbinden den Stadtteil mit der Plauenstraße in Fedderwardergroden. Mittelpunkt der dörflichen Gemeinschaft ist der sogenannte Dorfanger.

## Einwohner

### Entwicklung
Bis circa 2012 sank die Einwohnerzahl jährlich: Im Jahr 2000 betrug die Einwohnerzahl noch 1978 Personen, bis sie auf 1703 im Jahr 2012 fiel. Seitdem hält sich die Einwohnerzahl relativ konstant, weshalb man im Jahr 2017 eine Einwohnerzahl von 1704 Personen errechnen konnte.

### Ausländer- und Migrantenanteil
Im Himmelreich / Coldewei ist der Ausländeranteil mit 1,3 % gering, der Wilhelmshavener Durchschnitt liegt bei 9,6 %. Der Anteil der Migranten liegt bei 13,6 % bei einem städtischen Durchschnitt von 21,8 %.

### Besiedlung
Der Stadtteil kann als reine Wohnsiedlung bezeichnet werden. Einfamilienhäuser und Gärten mit viel Grün prägen das Bild. Im Norden verschmilzt Himmelreich / Coldewei mit dem Nachbarn Fedderwardergroden. Im Süden bildet die Autobahn eine deutliche Grenze. Der Stadtteil hat eine Fläche von etwa 107 Hektar. Die Einwohnerdichte beträgt 17 Einwohner/Hektar.

### Alter
Das Durchschnittsalter der Bewohner dieses Stadtteils liegt klar über dem Wilhelmshavener Durchschnitt: Mit 52 Jahren liegen die Coldeweier fast 6 Jahre über dem Durchschnitt. 346 von ihnen sind 75 oder älter, was damit den größten Anteil der Einwohner einnimmt. Nur 13,9 % sind Minderjährige, was dem Durchschnitt fast gleich liegt (Stand 2017).

### Einwohnerbewegung
Auch wenn die räumlichen Bewegungen feststellen lassen, dass es im Jahr 2017 mehr Zuzüge als Fortzüge in Himmelreich/Coldewei gab, wird auch betrachtet, dass die Sterbefälle weit über den Geburten liegen. Es entstand somit ein Saldo von -14 Bewohnern.